# Fengon ix5
Dongfeng Fengon ix5 – samochód osobowy typu SUV Coupé klasy średniej produkowany przez chińskie przedsiębiorstwo DFSK w latach 2018–2022 oraz pod chińską marką Fengon od 2022 roku.

## Historia i opis modelu

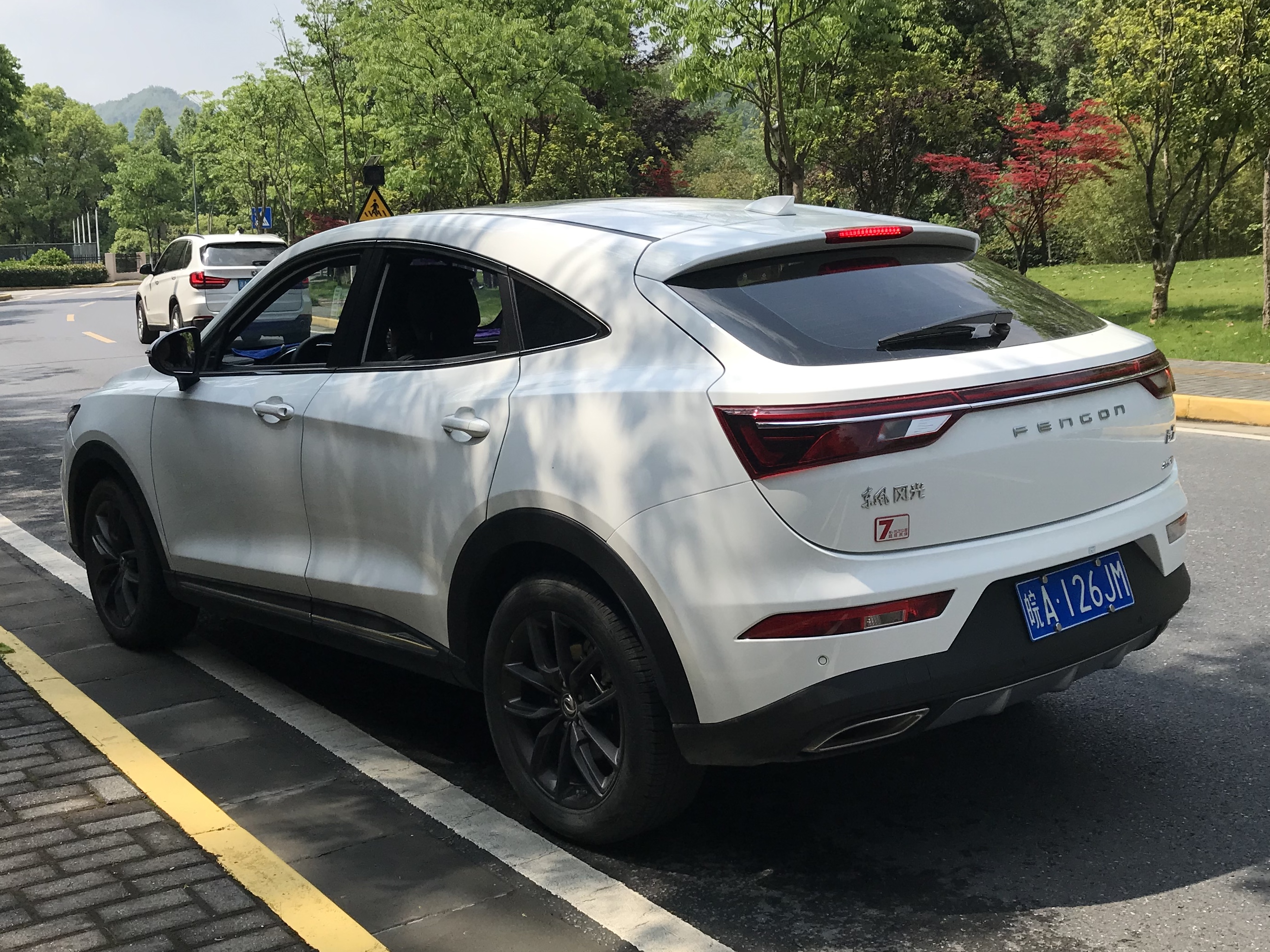
Dongfeng Fengon E3 - tył

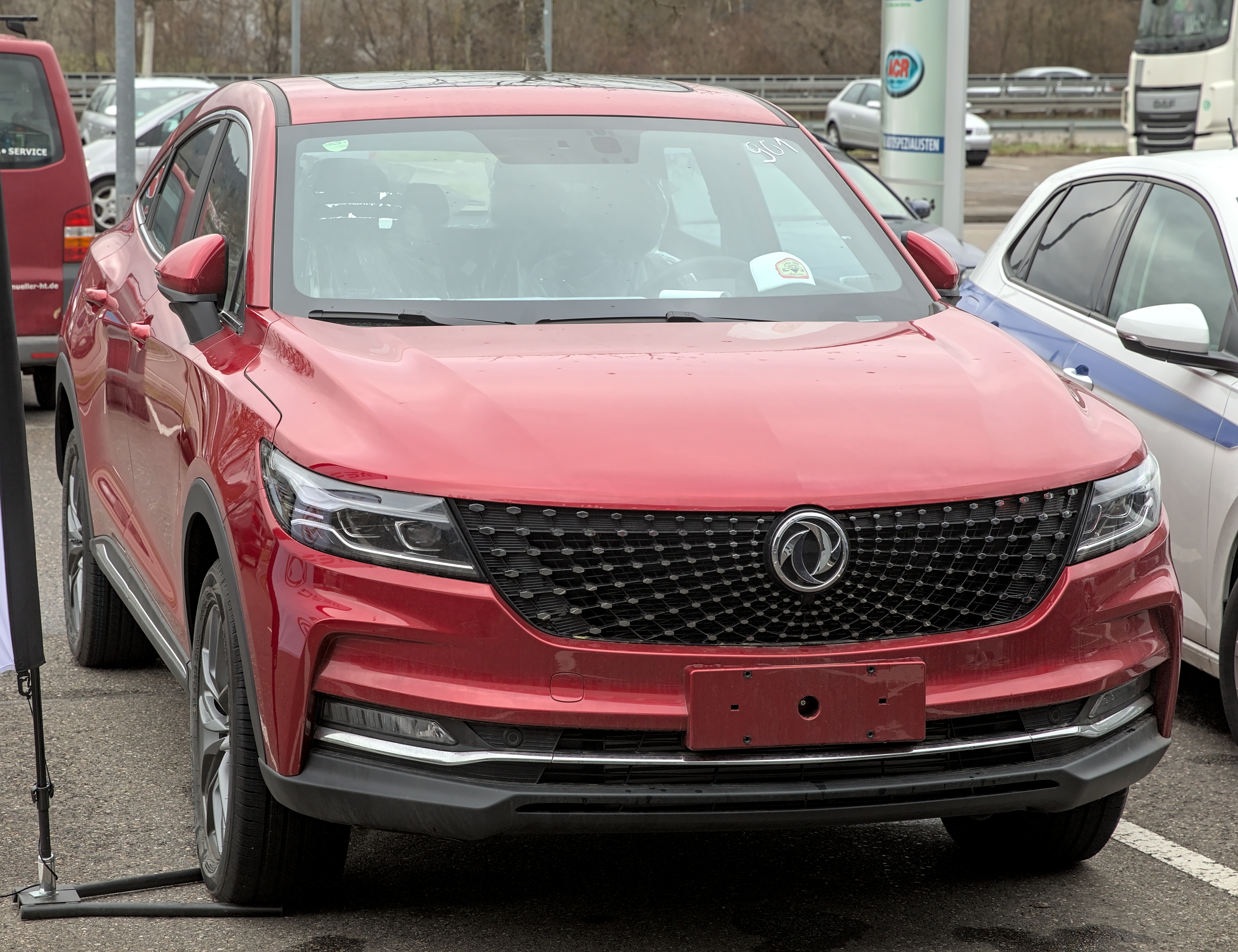
niemiecki DFSK Fengon 5

W kwietniu 2018 roku DFSK przedstawiło nowy model średniej wielkości SUV-a, podobnie jak inne swoje modele zbudowanego dla macierzystej marki Dongfeng. Samochód utrzymany został w awangardowym wzornictwie odstępującym od dotychczas stosowanego od kanciastych form.
Poza agresywnie stylizowanym pasem przednim przodem z rozległym wlotem powietrza zdobionym imitacją chromu i reflektorami wykonanymi w technologii LED, charakterystyczną cechą Fengona ix5 stała się łagodnie opadająca linia dachu w stylu tzw. SUV-ów Coupe.
Kabina pasażerska utrzymana została we wzornictwie łączącym chrom z lakierem fortepianowym, a także centralnie umieszczonymi dotykowymi wyświetlaczami systemu multimedialnego oraz cyfrowego panelu klimatyzacji. Pojazd wyposażono w system operacyjny Baidu Apollo opracowany przez chińskiego giganta branży technologicznej, Baidu. Kolorowym, szerokim wyświetlaczem zastąpiono także panel zegarów, który rozbudowano o m.in. funkcję przedstawiania wskazań nawigacji GPS.
W 2022 roku w ramach całkowitego przejęcia dotychczasowego joint-venture Dongfeng Fengon przez dotychczasowego współwłaściciela Seres Group, samochód przemianowano na po prostu Fengon ix5.

### Sprzedaż
Dongfeng Fengon ix5 w pierwszej kolejności trafił do sprzedaży na wewnętrznym rynku chińskim, gdzie dostawy zamówionych egzemplarzy do klientów rozpoczęto w ostatnim kwartale 2018 roku. Poczynając od 2019 roku, samochód oferowany jest także na licznych rynkach eksportowych pod różnymi nazwami, na czele z własną marką DFSK. Od jesieni 2019 roku pojazd eksportowany jest do Korei Południowej jako DFSK Fengon ix5, Od 2020 roku m.in. w Niemczech i Maroku pojazd oferowany jest jako DFSK Glory iX5 oraz w Hiszpanii jako DFSK ix5.
Od 2021 roku Dongfeng Fengon ix5 jest produkowany i dystrybuowany przez irańskie przedsiębiorstwo Bahman pod własną marką jako Bahman Dignity, a ponadto samochód oferowany jest w Polsce przez przedsiębiorstwo Ziegler z Kuźnicy Masłońskiej.

### Silniki
- L4 1.5l GDI Turbo
- L4 1.8l GDI
- L4 2.0l GDI Turbo